# Parafia Świętego Ducha w Moryniu
Parafia pod wezwaniem Świętego Ducha w Moryniu – parafia rzymskokatolicka należąca do dekanatu Cedynia, archidiecezji szczecińsko-kamieńskiej, metropolii szczecińsko-kamieńskiej. Siedziba parafii mieści się w Moryniu przy ulicy Chopina 16. Prowadzą ją księża diecezjalni.

## Miejsca święte

### Kościół parafialny
Kościół Świętego Ducha w Moryniu

### Kościoły filialne i kaplice
- Kościół św. Elżbiety Węgierskiej w Dolsku[1]
- Kościół Matki Bożej Nieustającej Pomocy w Gądnie[1]
- Kościół Matki Bożej Częstochowskiej w Przyjezierzu[1]
- Kaplica w DPS[1]